# Новопавловка (Зайцевское сельское поселение)
Новопа́вловка — село в Кантемировском районе Воронежской области России.
Входит в состав Зайцевского сельского поселения.

## География

### Улицы
- ул. Мира,
- ул. Подгорная,
- ул. Совхозная.

## Новопавловка сегодня
В селе имеется торговый центр, пруд, родник с чистой водой.  
В 2015 году начато строительство проходящей неподалёку от села железнодорожной ветки в обход Украины "Журавка - Миллерово". 
Кроме того, работает сельхозпредприятие. 